# Tesnusocaris
Tesnusocaris é um género extinto de crustáceo, único taxon conhecido da família Tesnusocarididae e da ordem Enantiopoda. Apenas se conhece uma espécie deste género, a Tesnusocaris goldichi Brooks, 1955, que viveu no período Pensilvaniano. Os registos fósseis conhecidos são do Baixo Pensilvaniano (Paleozóico, Carbonífero), recolhidos na formação de Tesnus, Texas.